# Orion (űrhajó)
Az Orion, teljes nevén Orion Multi-Purpose Crew Vehicle (magyarul: Többcélú személyszállító eszköz), rövidítve MPCV fejlesztés alatt álló amerikai űrhajó, melyet a NASA megrendelésére a Lockheed Martin épít az Orion korábban eltervezett felépítése és a már elvégzett tesztek alapján. Megépítését 2011. május 24-én jelentette be a NASA. Első, személyzet nélküli repülésére egy Delta IV Heavy rakétával 2014. december 5-én került sor Exploration Flight Test 1 jelzéssel. Első küldetésére eredetileg 2019 végén került volna sor  űrhajósok nélkül, de végül 2022 november 16-án, helyi idő szerint 01:47 perckor történt az indítás a Kennedy Űrközpontból.
Az űrhajót nagy időtartamú mélyűri űrrepülésekre fejlesztik. Az Orion hasonlít az Apollo-korszakban kifejlesztett kapszulákra, de technológiájában és képességeiben jóval meghaladja azokat. Életfenntartó, meghajtó-, avionikai és hővédő rendszerét úgy tervezik, hogy a megjelenő új technológiákkal tökéletesíthessék. Egy személyzeti és egy műszaki egységet is magába foglal. Személyzeti egysége nagyobb, mint az Apollóé. Ez egyben a Földre visszatérő egység is. Négy űrhajós 21 napig tartózkodhat benne, melyet további műszaki egységekkel hosszabbíthatnak meg. Tervezői szerint a MPVC 10-szer biztonságosabb induláskor és visszatéréskor, mint a Space Shuttle. A műszaki egység tartalmazza a meghajtó rendszert, a víz- és oxigéntartályt, valamint tudományos kísérleti berendezéseket és egyéb terheket.
Az első tesztrepülést leszámítva az Oriont a Space Launch System hordozóeszközzel fogják indítani.

## Történet

### Korábbi tervek

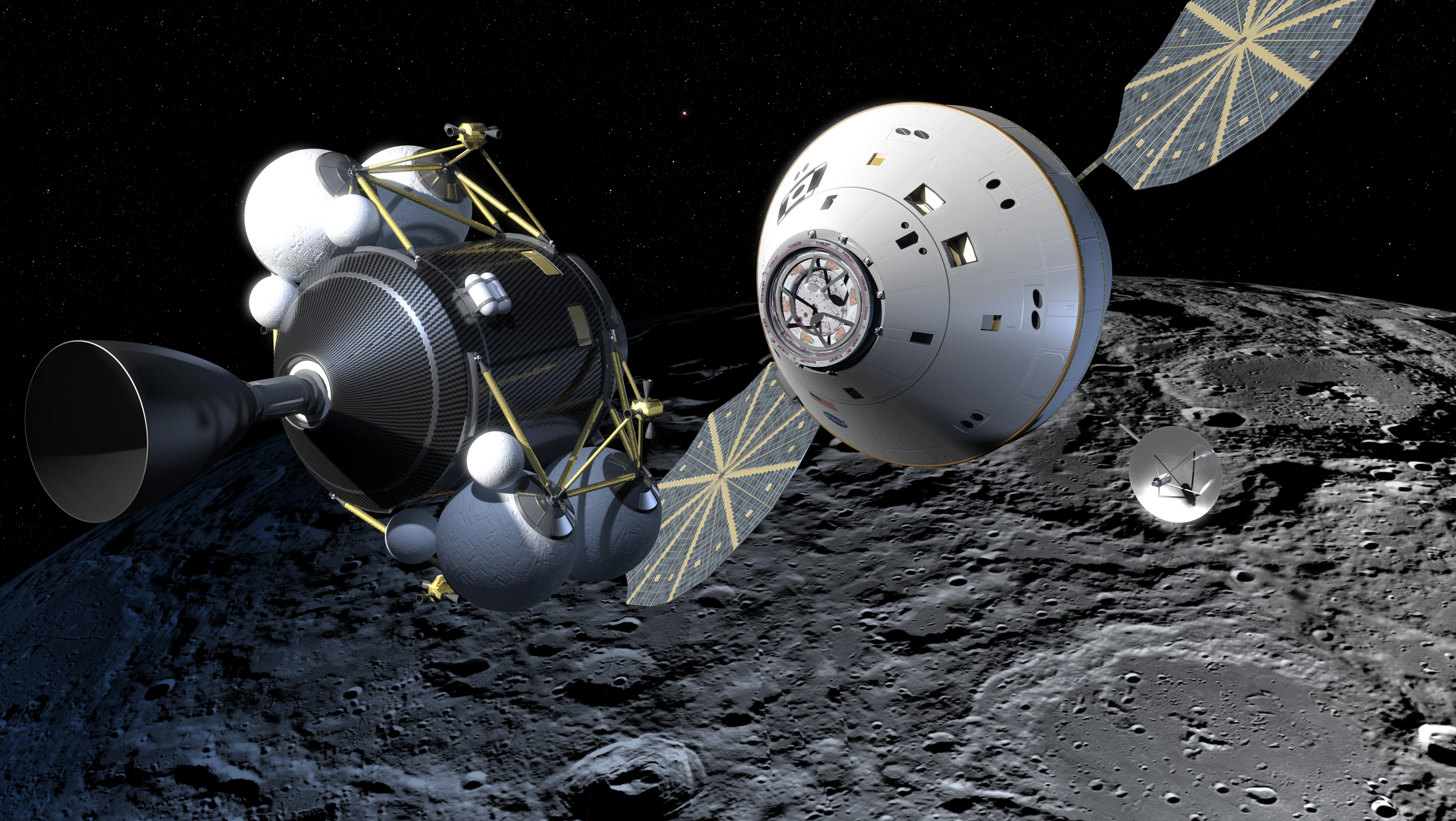
Az Orion CEV összekapcsolódik az Altair holdkomp felszálló egységével

Az Orion űrhajó eredeti változatát (Crew Exploration Vehicle, CEV) a Constellation program keretében kezdték fejleszteni, hat- és négyszemélyes változatban. A hatfős változat szolgálta volna ki a tervek szerint a Nemzetközi Űrállomást, a négyfős változatot pedig az Altair holdkomppal a Hold-expedíciókra szánták. A NASA 2009-es döntése után a négyfős változatot tervezték előbb szolgálatba állítani, így az ISS-hez is ez repült volna egy ideig. Később a hatfős változat terveit csak a konstrukció elkészülte után, továbbfejlesztési lehetőségként hagyták meg, és megszüntették a személyzet nélküli repülésekre való alkalmasságot is. Így az eredeti 0–6 fős űrhajó 2–4 főssé vált (vészhelyzetben egy fő is irányíthatja). 2009 márciusában mutatták be első példányát a nagyközönségnek, egy washingtoni parkban. A mintadarabot ezután Floridába szállították további tesztelésekre.
Első repülését emberekkel a fedélzetén 2016-ban, 2020-ban a Holdat, 2030-as években pedig a Marsot tervezték elérni vele. Az űrhajók pályára állításához az Ares hordozórakéták tervezik használni.
A Constellation programot 2010. október 11-én törölték az Ares rakétákkal és az Altair holdkomppal együtt, de az Orion fejlesztését tovább folytatták, és átnevezték Orion Multi-Purpose Crew Vehicle-re (MPCV). Hordozóeszköznek pedig Space Launch System (SLS) hordozórakétát választották, melynek a fejlesztését a NASA 2011-ben kezdte el az Ares I és Ares V utódjának szánt

### Építés

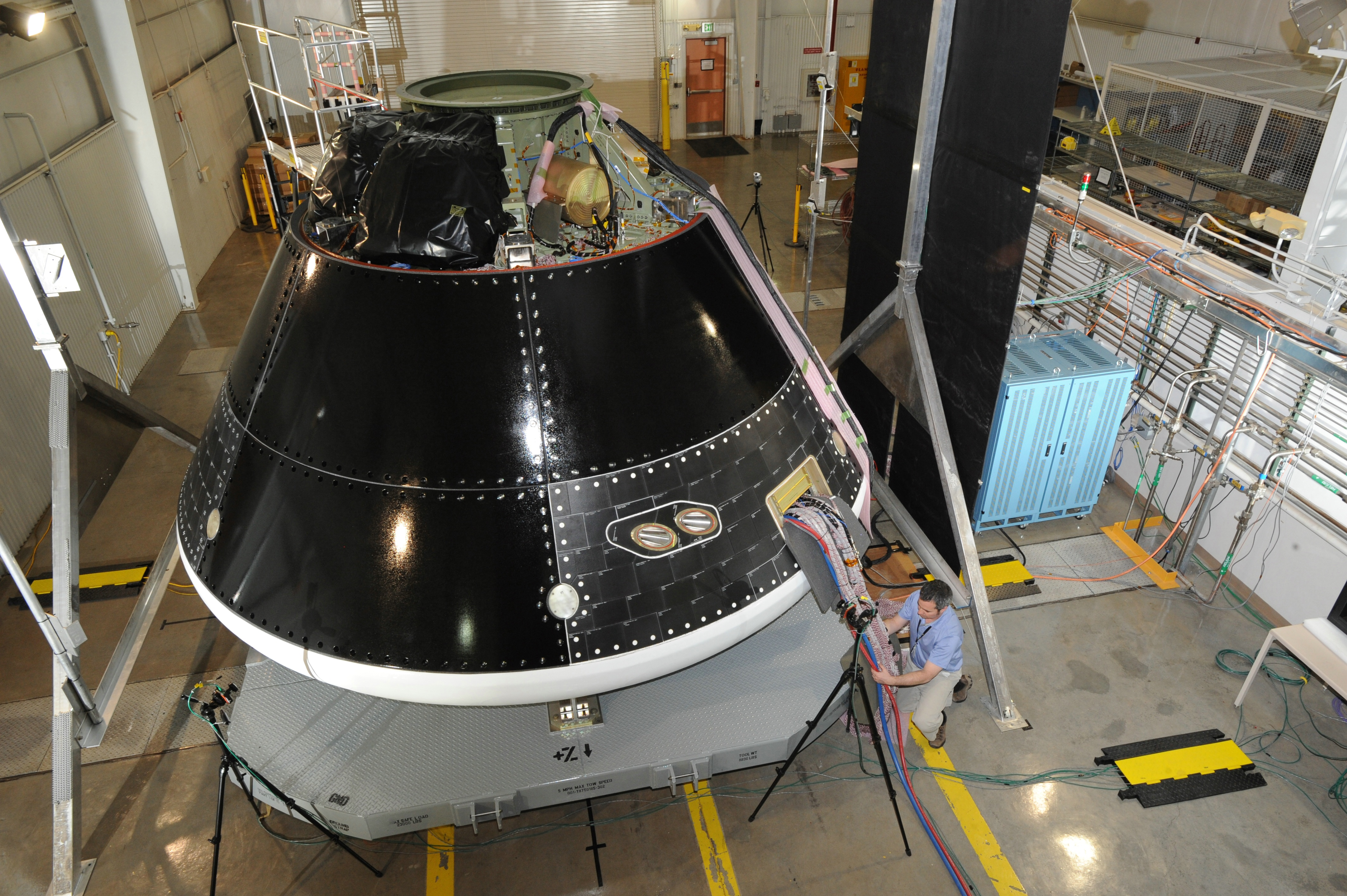
Az Orion személyzeti egységének földi tesztpéldánya

Az első Orion űrkapszula építését 2011 szeptemberében kezdték el. Az első hegesztéseket az új Orion MPCV-n a kifejezetten a járműhöz fejlesztett lineáris dörzshegesztéses folyamattal készítették el. Ez a módszer varrat nélküli kötéseket hoz létre, melyek erősebbek, mint amelyet a hagyományosabb hegesztési folyamattal el lehet érni.
Az Európai Űrügynökség felajánlotta, hogy részt venne az űrhajó műszaki egységének elkészítésében. A NASA és az ESA között zajló technikai tárgyalások során a jelenlegi koncepció az, hogy az ATV szervizmodulját veszik alapul, átalakítják, és az Orionnak adják. Az ATV szervizmodulja fúvókákat, elektromos rendszert, párhuzamos számítógépes hálózatot, kommunikációs felszerelést és az űrhajó repüléselektronikájának nagy részét tartalmazza. Ezen elemek mindegyikét új szabvány szerint kell módosítani, beleértve a nagy tolóerejű hajtóművet és a vezetési, navigációs és irányítórendszert, mely a mélyűri műveletekhez alkalmas.